# Евелин Кестемберг
Евелин Кестемберг-Хасин (на френски: Evelyne Kestemberg-Hassin) е френски психоаналитик.

## Биография
Родена е на 28 май 1918 година в Истанбул, Османска империя, в семейството на баща французин и майка руска еврейка. Родителите ѝ се местят във Франция малко след раждането ѝ. Там завършва философия и през 1942 г. напуска окупирана Франция и заминава за Мексико. Така се среща с Жан Кестемберг, бъдещия ѝ съпруг. Завръща се след войната и става член на комунистическата партия до 1956 г.
Подлага се на анализа при Марк Шлумбергер и оттук нататък се занимава с нея. Започва работа с деца и групова терапия, вдъхновена от Джейкъб Морено в Психопедагогическия център „Клод Бернар“ и започва да си сътрудничи със Серж Лебовичи и Рене Диаткин. През 1963 г. е избрана за обучаващ аналитик и тя става първата жена, която не е лекар, постоянен член на Парижкото психоаналитично общество (ППО) от времето на Мари Бонапарт. През 1971 г. Кестемберг е президент на ППО и активна го подпомага. Девет години по-късно става съредактор с Жан Жилбер и Клод Жирар на Revue française de psychanalyse. В определен период работи с Реймон дьо Сосюр в Европейската федерация за психоанализа.
Умира на 17 април 1989 година в Париж на 70-годишна възраст.